# Star Trek (seriál)
Star Trek (v anglickém originále Star Trek, později označovaný jako Star Trek: The Original Series, zkráceně TOS) je americký sci-fi televizní seriál, jehož autorem je Gene Roddenberry. Premiérově vysílán byl v letech 1966–1969 na stanici NBC, celkem vzniklo, včetně pilotu, 80 dílů ve třech řadách. Jeho děj je zasazen do let 2266–2269. Sleduje příběh hvězdné lodi USS Enterprise (NCC-1701), která na své pětileté misi zkoumá neznámý vesmír, navazuje kontakty s dalšími mimozemskými druhy, řeší diplomatické konflikty a čelí nejrůznějším hrozbám. Velícím důstojníkem Enterprise je kapitán James T. Kirk (William Shatner), jeho zástupcem nadporučík Spock (Leonard Nimoy). Trojici ústředních postav doplňuje hlavní lékařský důstojník Leonard McCoy (DeForest Kelley).
Příběh se odehrává v budoucnosti, kdy je lidstvo sjednoceno a tvoří část Spojené federace planet. Součástí Federace je Hvězdná flotila, organizace, jejímž hlavním úkolem je průzkum neznámého vesmíru a objevování nových světů. Vesmír je ve fikčním světě seriálu rozdělen zejména mezi Spojenou federaci planet a mimozemská impéria Klingonů a Romulanů.
Seriál zpočátku nebyl příliš úspěšný a po každé odvysílané sezóně chtěla televizní společnost další natáčení ukončit. Opravdu poslední byla nakonec třetí řada. Později se však ukázalo, že si Star Trek našel mnoho fanoušků, a původně vlažně přijatý seriál se stal počátečním bodem mediální franšízy a rozsáhlého fikčního světa Star Treku, neboť na něj v následujících desetiletích navázaly další seriály, filmy, romány, videohry a jiná odvozená díla.

## Příběh

### Děj seriálu
Seriál sleduje osudy hvězdné lodi USS Enterprise (NCC-1701) pod velením kapitána Kirka na její pětileté misi, během které zkoumá neznámý vesmír, navazuje kontakty s mimozemšťany a čelí mnoha nejrůznějším hrozbám. Samotná Enterprise je jednou z nejmodernějších lodí Hvězdné flotily, která je součástí Spojené federace planet, jejímiž hlavními členy jsou lidé, Vulkánci, Andoriané a Tellarité. Největšími protivníky Federace jsou naopak bojechtiví Klingoni a záhadní Romulané.

### Technologie
Protože mělo jít o příběhy ze vzdálené budoucnosti, vyžadoval seriál dostatek nápadů na nové technologie, které by lidstvo mohlo používat ve 23. století. Některé prvky dokonce později inspirovaly výrobce při vývoji různých produktů a některé technologie jsou dodnes zvažovány z pohledu možné realizace ve skutečném světě.
| Myšlenka iontového pohonu je mnohem starší než já sám. Pamatuji si, jak jsem o něm prvně slyšel v jednom dílu Star Trek. Jeden z hrdinů zde říká: „Neznámá konfigurace, iontový pohon, vysoká rychlost, unikátní technologie.“ Myslel jsem si, že musí jít o něco úžasného. Nikdy mne ale nenapadlo, že se s tím za svého života setkám. |
| Mark Rayman, vynálezce iontového motoru |

Koncept hvězdné lodi USS Enterprise navrhl Matt Jefferies, člen Roddenberryho týmu. Když návrh dospěl do finální podoby včetně talířové části lodi, byl přijat a používá se v seriálech a filmech pro všechny lodě Spojená federace planet. Podle designéra jsou v seriálu také pojmenovány Jefferiesovy průlezy, které jsou na každé lodi. Jde o nízké průchody o velikosti větracích šachet, vedoucí k primárním systémům lodi. Matt Jefferies se svým bratrem Johnem vypracovali pro seriál i systém lodních phaserů.
Model lodi byl dlouhý cca 91,5 cm, později byl Richardem Datinem vyroben druhý model o délce téměř 3,5 metru. Ten je dnes umístěn v Národním muzeu letectví a kosmonautiky ve Washingtonu.

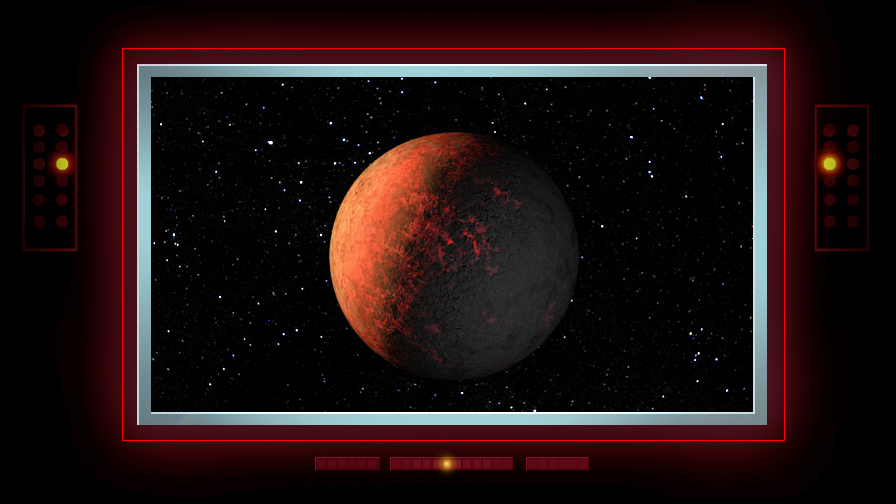
Přibližná podoba hlavní obrazovky na můstku Enterprise se zobrazenou cizí planetou

Aby loď nemusela zdlouhavě přistávat a startovat na každé navštívené planetě, byl přidán transportér, který v seriálu přemisťoval postavy z lodi na planetu a zpět a zároveň umožnil zdramatizovat scény, v nichž nelze některou postavu přenést nebo naopak je teleportována na poslední chvíli. Transportní zařízení se stalo osou děje několika epizod, např. „Nepřítel v nás“ nebo „Zrcadlo, zrcadlo“. Bylo použito již v pilotním dílu „Klec“ i v prvním vysílaném dílu „Past na muže“ a zůstalo důležitou součástí všech dalších filmů a seriálů Star Treku.
Wah Chang, který původně pracoval pro společnost The Walt Disney Company, je autorem rozkládacího komunikátoru, další důležité součásti příběhů. Komunikátor v seriálu je potřebný pro zaměření transportované osoby, a tak i toto zařízení dodávalo epizodám napětí, když postava o komunikátor přišla nebo byla mimo dosah signálu. Stejný autor také vytvořil Spockův trikordér, zařízení pro analýzu prostředí a okolních předmětů nebo osob.

## Obsazení

### Hlavní role
- William Shatner (český dabing: Martin Preiss) jako kapitán James T. Kirk
- Leonard Nimoy (český dabing: Jiří Plachý) jako nadporučík Spock
- DeForest Kelley (český dabing: Jiří Hromada) jako doktor Leonard McCoy

### Vedlejší role
- James Doohan (český dabing: Miloslav Mejzlík) jako nadporučík Montgomery Scott
- Nichelle Nicholsová (český dabing: Helena Brabcová) jako poručík Nyota Uhura
- George Takei (český dabing: Vilém Udatný) jako poručík Hikaru Sulu
- Walter Koenig (český dabing: Otakar Brousek ml.) jako praporčík Pavel Čechov
- Majel Barrettová (český dabing: ?) jako sestra Christine Chapelová
- Grace Lee Whitneyová (český dabing: Hana Ševčíková) jako pobočník Janice Randová

Téměř statickou část seriálu a pevné jádro posádky Enterprise tvoří trojice kapitána Jamese Kirka, prvního důstojníka Vulkánce Spocka a vrchního lékaře doktora Leonarda McCoye. Kapitán Hvězdné flotily je velmi temperamentní, ale vždy se dokáže pevně rozhodnout a stát za svým plánem. Pan Spock má jako první důstojník povinnost upozorňovat kapitána na alternativní řešení a možná rizika. Jako Vulkánec je veden pouze svou logikou a nenechává se emotivně unést. Oproti němu je doktor McCoy typický člověk selského rozumu, který před logikou upřednostňuje intuici a vlastní cítění. Proto jsou Spock s McCoyem často v nesouladu, ale právě v tom se umí pohybovat Kirk, který vždy z dvou odlišných názorů dá dohromady jedno řešení nebo se přikloní k jedné či druhé straně. Společně tvoří nejen pracovní trio, ale jsou i přáteli a tráví spolu i své osobní volno.
Tuto trojici doprovází ostatní důstojníci, mezi nimi vrchní inženýr Montgomery Scott, komunikační důstojnice Nyota Uhura nebo dvojice navigačních důstojníků Hikaru Sulu a Pavel Čechov. Příběhy v některých epizodách nadále doplňují další členové posádky jako kapitánův pobočník Janice Randová, vrchní sestra Christine Chapelová a jednorázové postavy pro danou epizodu nebo nepojmenované postavy jako např. redshirt (česky: červený trikot), jehož roli většinou ztvárnil Eddie Paskey.

## Produkce

### Vývoj

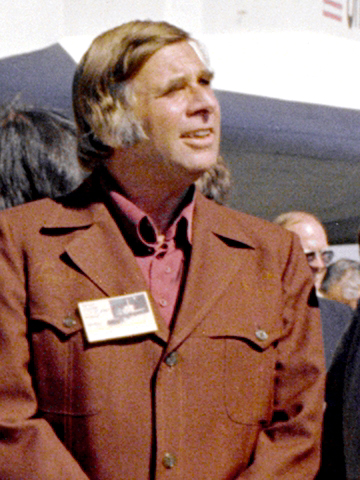
Gene Roddenberry

Tvůrcem seriálu je televizní scenárista Gene Roddenberry, válečný veterán, který se účastnil bojů v Pacifiku a který od mládí rád snil o cestování vesmírem a o možnostech čekajících ve vzdálených galaxiích.
Počáteční Roddenberryho návrh vyprávěl o kapitánu Robertu Aprilovi, veliteli lodi USS Yorktown s 203 členy posádky, prozkoumávající neprobádané vesmírné dálavy. Seriál se měl odehrávat dost daleko v budoucnosti, aby bylo možné cestovat mezi hvězdami, ale zároveň tak blízko, aby lidé nepřestali být lidmi. Koncept zahrnoval na svou dobu neobvyklé prvky, např. rovnoprávné zastoupení žen a mužů v posádce a rovnoprávnost mezi národy Země; měli zde být i mimozemšťané v roli kladných hrdinů. Pro seriál bylo zapotřebí vymyslet kosmickou loď, která by se mohla vesmírem pohybovat velmi vysokou rychlostí. Proto byl vybrán warp pohon, který se již předtím ve sci-fi dílech objevoval. Aby nebylo nutné v seriálu s lodí na každé planetě přistávat a startovat, byl přidán transportér a jednotlivé postavy vybaveny rozkládacím komunikátorem. Díky němu tak mohly vznikat napínané scény, kdy členové posádky výsadku byli odříznutí od pomoci, protože o komunikátor přišli, byl rozbitý nebo mimo dosah signálu.
Koncept začal Roddenberry nabízet roku 1964, ale u mnoha televizních studií neuspěl, protože se podle nich seriál podobného rázu nemohl ujmout. Až po delším hledání narazil na studia společnosti Desilu Productions, jehož představitelům (Oscar Katz, Herb Solow) se nápad zalíbil a spolu s Roddenberrym jej nabídli velkým televizním společnostem v USA – CBS, ABC a NBC. Na jaře 1964 jej koupila televizní společnost NBC. V roce 1964 tak započala v Desilu práce na pilotním díle seriálu, který získal pracovní název Star Trek. Pro pilot byl vybrán scénář s názvem „Klec“.
Od původního návrhu však prošel seriál řadou změn. Kapitán změnil jméno na Robert Winter a pak znovu na Christopher Pike (představitelem byl Jeffrey Hunter), loď změnila jméno z USS Yorktown na USS Enterprise. Představitelem spolupráce lidí s mimozemšťany se stala postava Spocka (Leonard Nimoy), křížence pozemské matky a mimozemského diplomata, pocházejícího z planety Vulkán, který potlačuje své emoce, má zelenou krev a špičaté uši. Seriál se měl odehrávat ve 23. století, po roce 2250.
| Nekonečný vesmír, toto jsou cesty hvězdné lodi Enterprise na její pětileté misi, vydávat se za poznáním tajemných nových světů, hledat nové formy života a nové civilizace, odvážně se pouštět tam, kam se dosud člověk nevydal. |
| kapitán Kirk při úvodní znělce seriálu |

Pilotní díl s názvem „Klec“ se začal natáčet koncem roku 1964. V únoru 1965 byl předložen vedení NBC, kde ho zhlédli a zavrhli; zdál se jim příliš intelektuální a navíc se nelíbil satansky vypadající Spock. Přesto Roddenberry dostal možnost natočit druhý pilotní díl, kde uplatnil připomínky vedení. Část záběrů z „Klece“ byla později použita při tvorbě dvojepizody „Zvěřinec“. Premiéra samotného pilotního dílu však proběhla až při příležitosti 20. výročí Star Treku v roce 1988.
Roddenberry koncept podle požadavků televize předělal. Velitelem lodi se stal kapitán James Tiberius Kirk, nejmladší kapitán hvězdné lodi v historii, kterého hrál William Shatner. Děj se posunul o deset let dopředu, do roku 2266. Jediné, v čem Roddenberry nehodlal ustoupit, byla postava Spocka, kterou odmítl vyškrtnout, ale pro další díly ji částečně pozměnil. Bez emocí totiž původně měla být postava označená jako Číslo 1, první důstojnice, kterou v pilotu ztvárnila Majel Barrettová a která se již nově v seriálu nevyskytovala. Spock zůstal a řídil se ve svém jednání pouze logikou. Roddenberry záměrně ponechal posádku smíšených ras, a to v době, kdy v USA stále ještě existovala rasová segregace. Po úpravách mohl být v roce 1965 natočen druhý pilotní díl s názvem „Kam se dosud člověk nevydal“.

### Natáčení

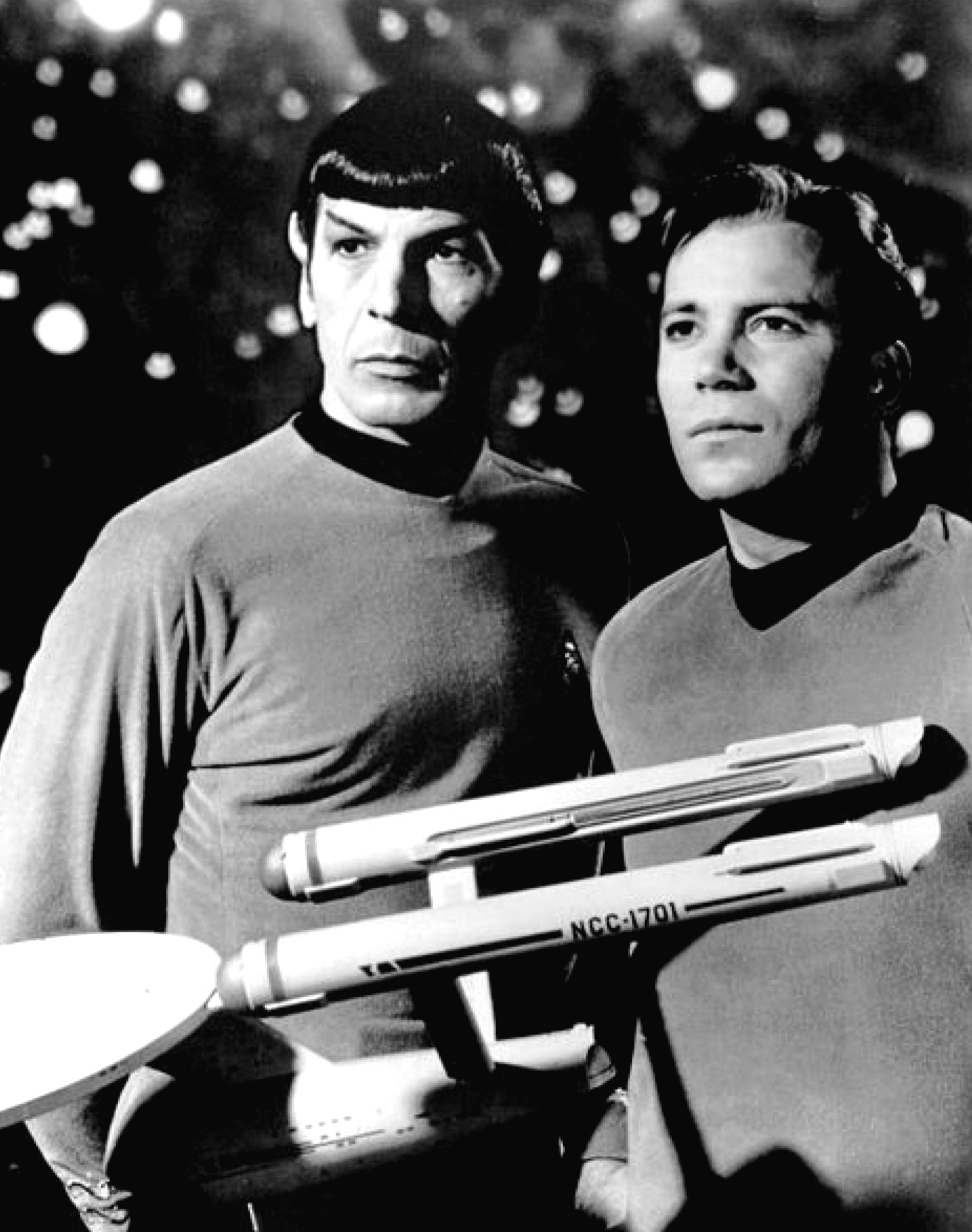
Spock a kapitán Kirk

Teprve na počátku roku 1966 oznámila televize NBC, že nezůstane jen u pilotního filmu, ale že souhlasí s uvedením Star Treku jako televizního seriálu. Natáčelo se v Hollywoodu ve studiu č. 10 pod dohledem Jeana Messerschmidta z NBC.
Mezi druhým pilotním dílem a samotným seriálem však následně také došlo k několika změnám. Jednalo se jak o vzhled Enterprise, tak nové členy posádky, předně nového doktora na lodi, Leonarda McCoye, jehož ztvárnil přítel Genea Roddenberryho DeForest Kelley, který do té doby představoval především záporné role ve westernech. Další zajímavou postavou se stala komunikační důstojnice Nyota Uhura, kterou ztvárnila černošská herečka Nichelle Nicholsová.
Počátkem druhé sezóny se do posádky dostal mladý ruský praporčík Pavel Andrejevič Čechov (hraje Walter Koenig). Důvod přidání postavy Čechova není zcela zřejmý. Některé zdroje uvádějí, že se tak stalo na popud sovětských novin Pravda, které údajně otiskly kritický článek uvádějící, že v mezinárodní posádce Enterprise schází Rus jako zástupce Sovětského svazu, v té době vedoucího v závodech o dobývání vesmíru.
Třetí řada byla už natáčena pod společností Paramount Television, která pohltila studia Desilu a jejíž vedení dalo na seriál méně peněz. V epizodě „Platónovy nevlastní děti“ došlo k prvnímu polibku mezi bílým mužem (kapitán Kirk) a černou ženou (poručík Uhura). Se scénáři pro tuto řadu však nesouhlasil ani Leonard Nimoy, ani Gene Roddenberry, který svou práci na seriálu pro třetí sezónu ukončil.

### Hudba
Hudbu pro úvodní znělku seriálu složil Alexander Courage. Motiv se stal populárním a po různých úpravách se objevuje v několika dalších startrekovských seriálech a celovečerních filmech. Gene Roddenberry sepsal ke znělce, aby se stal spoluautorem, a tím i získal nárok na 50 % honoráře. To se nakonec stalo, ačkoliv text nebyl nikdy použit a Roddenberry ho ani neměl v úmyslu použít.
Od druhé sezóny byla znělka doplněna již od počátku zamýšleným sopránem Loulie Jean Normanové a počátkem třetí řady byla dodána ještě stopa s varhanami. Roku 2006 nechala televize CBS úvodní znělku znovu nahrát pro nově remasterovanou edici seriálu a známého zpěvu beze slov se ujala dlouholetá fanynka Star Treku a profesionální sopranistka Elin Carlsonová.
Úvodní znělka byla dvakrát vybrána jako budíček kosmonautů při vesmírných letech. Prvně v roce 2009 při misi STS-125 a podruhé v roce 2011 při STS-133, posledním letu raketoplánu Discovery. V druhém případě byl úvodní proslov kapitána Kirka znovu namluven Williamem Shatnerem, kdy namísto o hvězdné lodi Enterprise a její pětileté misi mluví o raketoplánu Discovery, jeho třicetileté misi, dopravování lidí na nejzazší hranici a odvážného vydávání se a provádění toho, co jiný raketoplán nevykonal.
Kvůli nízkému rozpočtu je v seriálu stejná hudba použita několikrát pro různé epizody. Z původních 79 epizod má pouze 31 dílů originální hudbu a ostatní doprovod pouze přebírají. Tvůrcem většiny hudby pro seriál byl Robert H. Justman, avšak na komponování se podíleli také Alexander Courage, George Duning, Jerry Fielding, Gerald Fried, Sol Kaplan, Samuel Matlovsky, Joseph Mullendore a Fred Steiner.

### České znění
Český dabing seriálu byl pod režijním vedením Zdeňka Štěpána a Michala Vostřeza vytvořen v roce 2002 pro Českou televizi.

## Vysílání a vydávání

### Vysílání
| Řada        | Díly        | Premiéra v USA | Premiéra v USA  | Premiéra v ČR  | Premiéra v ČR   |
| Řada        | Díly        | První díl      | Poslední díl    | První díl      | Poslední díl    |
| ----------- | ----------- | -------------- | --------------- | -------------- | --------------- |
| pilotní díl | pilotní díl | 4. října 1988  | 4. října 1988   | 22. února 2002 | 22. února 2002  |
| 1           | 29          | 8. září 1966   | 13. dubna 1967  | 1. března 2002 | 27. září 2002   |
| 2           | 26          | 15. září 1967  | 29. března 1968 | 4. října 2002  | 28. března 2003 |
| 3           | 24          | 20. září 1968  | 3. června 1969  | 4. dubna 2003  | 12. září 2003   |

První epizoda byla na obrazovkách uvedena ve čtvrtek 8. září 1966 v půl deváté večer. Nešlo však o žádný z pilotních dílů, ale o epizodu „Past na muže“. Po několika odvysílaných dílech se kritici shodovali, že se jedná o zajímavou myšlenku, ale tvrdili, že seriál nemůže být úspěšný, což potvrzovala i data sledovanosti. Nevalnou sledovanost však vyvažovalo velké množství dopisů fanoušků. Přesto seriálu začalo po první řadě hrozit ukončení.
NBC přesunula vysílání Star Treku během třetí řady na pozdní večer a sledovanost se následně snížila. Poté byl seriál z hlavního vysílacího času stažen úplně.
V České republice byl seriál premiérově odvysílán v letech 2002–2003, jako první byla v únoru 2002 v České televizi uvedena epizoda „Klec“. Zatímco původně byly epizody vysílané podle fiktivního hvězdného data uváděného v seriálu, v Česku byly jednotlivé díly uvedeny podle data výroby, a jejich pořadí se tedy liší. Zachován je vždy poslední díl každé sezóny.

### Vydání pro domácnosti
V roce 2006 se držitel práv, společnost CBS Domestic Television, rozhodla remasterovat seriál do HD verze, kde kromě vyčištění a zkvalitnění původního obrazu i zvuku byly použity (namísto původních záběrů modelů lodí a planet) CGI efekty. Tato verze byla rovněž vydána na DVD a Blu-ray discích.

## Přijetí
Ačkoliv seriál Star Trek měl během prvního vysílání malou sledovanost, získal si fanoušky, kteří svými dopisy dvakrát oddálili jeho stažení a zastavení dalšího natáčení. Dopisovou kampaní se v polovině 70. let fanouškům („trekkies“) také podařilo dosáhnout pojmenování zkušebního raketoplánu Enterprise. Dopisové kampaně existovaly i v České republice, avšak nátlak fanoušků byl slabší než v USA.
Skutečný potenciál seriálu se projevil až po jeho ukončení, což vedlo ke vzniku animovaného seriálu Star Trek, několika celovečerních filmů a také seriálu Star Trek: Nová generace, který je dle různých zdrojů spolu s původním seriálem na předních příčkách hodnocení před dalšími startrekovskými seriály.

### Nominace a ocenění
Seriál Star Trek byl nominován na 13 cen Emmy, žádnou však nezískal. Dočkal se osmi nominací na cenu Hugo v kategorii Nejlepší dramatické ztvárnění a dvakrát ji získal – epizoda „Město na pokraji věčnosti“ a dvoudílná epizoda „Zvěřinec“ – a Roddenberry získal zvláštní ocenění. V roce 2003 získal cenu populární kultury v soutěži TV Land Awards a roku 2005 vyhrál kategorii Best DVD Retro Television Release v rámci ceny Saturn.
Na různých webových stránkách byly také hodnoceny jednotlivé epizody. Za zmínku stojí sestavené žebříčky trojice specializovaných serverů, přičemž Spacecast.com vychází z hodnocení diváků. Shodně s hodnocením na serveru IMDb vychází jako nejlepší epizoda Město na pokraji věčnosti.
| Pořadí | Entertainment Weekly      | IGN.com                     | Spacecast.com             |
| ------ | ------------------------- | --------------------------- | ------------------------- |
| 1.     | Město na pokraji věčnosti | Město na pokraji věčnosti   | Zrcadlo, zrcadlo          |
| 2.     | Vesmírné sémě             | Rovnováha hrůzy             | Město na pokraji věčnosti |
| 3.     | Zrcadlo, zrcadlo          | Zrcadlo, zrcadlo            | Vesmírné sémě             |
| 4.     | Stroj zkázy               | Vesmírné sémě               | Trable s tribbly          |
| 5.     | Čas amoku                 | Trable s tribbly            | Stroj zkázy               |
| 6.     | Ďábel v temnotě           | Kam se dosud člověk nevydal | Čas amoku                 |
| 7.     | Trable s tribbly          | Nepřítel v nás              | Rovnováha hrůzy           |
| 8.     | Vyhnání z ráje            | Čas obnažení                | Případ Enterprise         |
| 9.     | Případ Enterprise         | Vyhnání z ráje              | Podíl z akce              |
| 10.    | Cesta k Babylonu          | Aréna                       | Síť Tholianů              |

Naopak řada serverů se shoduje, že nejhorší epizodou celé původní série je díl ze třetí sezóny „Spockův mozek“.

## Odvozená díla
Na motivy Star Treku vycházela již od roku 1967 nejrůznější odvozená díla jako knihy a komiksy, později i počítačové hry. Knižní série Star Trek vydávaná v několika různých nakladatelstvích obsahuje jak povídkové přepisy epizod seriálu, tak desítky autorských románů vycházejících z jeho prostředí.
Do povědomí řadových českých fanoušků sci-fi se Star Trek dostal v roce 1991, když v nakladatelství Práce & Bonus Press vyšla kniha Příběhy kosmické lodi Enterprise. Obsahovala devět vybraných povídek, které na motivy seriálových epizod vytvořil americký spisovatel James Blish:
- Rovnováha hrůzy (Balance of Terror, přel. Zdeněk Volný)
- Nepravý McCoy (The Man Trap, přel. Jan Pavlík)
- Záchranné poslání (Errand of Mercy, přel. Jan Pavlík)
- Město na pokraji věčnosti (The City on the Edge of Forever, přel. Jan Pavlík)
- Vesmírné sémě (Space Seed, přel. Zdeněk Volný)
- Zrcadlo, zrcadlo (Mirror, Mirror, přel. Jan Pavlík)
- Čas amoku (Amok Time, přel. Jan Pavlík)
- Trable s tribbly (The Trouble with Tribbles, přel. Jan Pavlík)
- Všechny naše včerejšky (All Our Yestedays, přel. Jan Pavlík)

Na tuto publikaci navázala v letech 1992–2008 další nakladatelství, která postupně vydala některé romány z knižní série.